# Team Stronach
Il Team Stronach è stato un partito politico austriaco di orientamento liberista ed euroscettico fondato nel 2012 dall'imprenditore Frank Stronach.
Proponeva meno tasse e l'uscita dall'Unione europea ed era considerato un partito populista.,
Alle elezioni parlamentari del 2013 ha ottenuto il 5,7% dei voti e 11 deputati.
Si è dissolto nel 2017.

## Risultati elettorali
| Elezione          | Voti    | %    | Seggi    |
| ----------------- | ------- | ---- | -------- |
| Parlamentari 2013 | 268.679 | 5,73 | 11 / 183 |